# Pisciarelli (area idrotermale)
Pisciarelli è un'area idrotermale che si trova sul bordo esterno dell'edificio vulcanico della Solfatara, verso la conca di Agnano, nei Campi Flegrei in Campania.

## Caratteristiche
Rappresenta uno dei fenomeni più rilevanti e visibili dell'attività vulcanica dei Campi Flegrei, con proiezioni verso l'alto di acqua bollente (geyser) segnalate fino a 5 metri e con temperature tra 75 e 95°C.
Si tratta di un'area di particolare interesse per il monitoraggio del vulcano e del fenomeno bradisismico iniziato nel 2004 in cui nel 2010 è stata installata una nuova stazione sismica dedicata alla registrazione del tremore generato dal campo fumarolico nel quale dal 2009 si era evidenziato un aumento di attività.

## Descrizione
Presenta un'ampia e ribollente fangaia e numerose fumarole distinguibili nelle giornate di particolare umidità.

## Ecosistema
L'area è "Sulfolubus friendly". Proprio dall'area di Pisciarelli Karl Stetter e Wolfram Zillig hanno isolato campioni necessari alla scoperta degli archeobatteri Sulfolobus solfataricus.